# يوكيشيرو إنيشي
يوكيشرو إنيشي 雪代 縁 هو شخصية خيالية من روروني كنشين من نوبوهيرو واتسوكي، وهو العدو الرئيسي في الفصل الأخير فصل جينتشو من القصة، وهو شقيق يوكيشيرو توموي.

## تصميم الشخصية وتصورها
نموذج «الانتقام» كان النموذج الذي استخدمه واتسوكي لتصميم إنيشي، فبينما كان تصميم واتسوكي لشيشيو ماكوتو من «النوع المجنون» «الذي يريد الصعود إلى الأعلى»، فقد صمم يوكيشيرو إنيشي من «النوع المحبط» «الذي يهوي نحو الأسفل». كما أضاف واتوسكي أن إنيشي «ضعيف الشخصية نوعا ما» بحكم أثر تصميم شيشيو ماكوتو. واتسوكي قال أن بإمكانه رؤية «الهاجس المسيطر» بداخل إنيشي، ولهذا تلائمت شخصية «ترمينايتور (المبيد)» تماما بداخله كما أراد ذلك.

## خلفية الشخصية
عندما كان إنيشي رضيعا، توفت أمه وتربى على يد أخته الكبرى توموي، فقامت بدور الأم والأخت ما زاد حبها في قلبه.
عندما خطبت توموي إلى كيوساتو أكيرا، وافق إنيشي على ذلك على مضض لأنه رأى أن كيوساتو جعل توموي سعيدة. كيوساتو انضم لاحقا إلى فرقة ميماواريغومي (مشابهة لفرقة شينسنغومي)، معتقدا أن توموي الكئيبة ستسعد إذا أصبح بطلا أمامها، إلا أنه يقتل على يد هيتوكيري باتوساي (هيمورا كنشين) لتترك توموي أخاها ساعية نحو الانتقام ويبقى إنيشي وحيدا.
عند بلوغه العاشرة، هرب إنيشي من إيدو، مختفيا لسبعة أشهر، يكتشف مكان توموي بواسطة إحدى إدارات شوغون ليظهر أمامها، كاشفا لها عمله مع إدارة شوغون وأنه مرسل من قبلها للقائها، وبينما كان معتقدا بمساعدته لها في الانتقام، يرى إنيشي أن توموي كونت علاقة حب مع كنشين رغم قتله لخطيبها، تبعده توموي حماية لكنشين إلا أنه يشعر بالغضب والحيرة تجاه تصرفاتها.
بعد رؤيته لكنشين قاتلا توموي، يتحول شعر رأسه للأبيض من الإرهاق والأسى على فقدانه لها، يفقد إنيشي إتزانه ويقسم بتطبيق العقوبة جينتشو (المعنى وفق إنيشي: إذا لم تعاقبه السماء فسوف يفعل ذلك) على ما قام به من تخريب سعادتها وقتلها، ويختفي في الصين بعد أن ترعاه أسرة ثرية بعد عيشه في القفر لأشهر، ليقتلهم لاحقا ويستولي على أموالهم لعدم رؤيته لهم سعداء.
في عام 1978، يعود إلى اليابان بعد أن يصبح سيدا في عالم الإجرام الصيني (مستصعبا الحديث باليابانية)، ويبدأ حملته جينتشو مع رفقته.

## موجز الحبكة الروائية
إنيشي هو العدو الرئيسي لفصل جينتشو من المانغا وجزء من سلسلة OVA حيث لم يتطرق الأنمي لهذا الفصل، إضافة لسعيه للانتقام يعتقد إنيشي أن توموي تريد ذلك أيضا ويتهيأ له رؤيته لها وهي تبتسم له. هدف جينتشو ليس قتل كنشين بل جره للعيش في العذاب بانتزاع أغلى ما يهتم لأجله، بنفس الطريقة التي تسبب بها كنشين له، بعد قيام رفاقه بمهاجمة معارف كنشين، يكشف إنيشي نفسه أمام كنشين ويعلن أنه سيهاجم دوجو كاميا خلال عشرة أيام، وفي الهجوم يقاتل إنيشي كنشين وينتصر عليه، وقبل أن يختم عملية جينتشو ينجح في ترك دمية مشابهة لكاميا كاورو من صناعة فنان الجثث غياين، مع طعنة بالسيف في قلبها ما يقود كنشين إلى حال من الغيبوبة الجزئية والاكتئاب.
بعد إكماله جينتشو، يعود إنيشي مختطفا كاورو إلى جزيرة نائية مقررا عدم السماح لها بالعودة إلى طوكيو قبل أن يموت كنشين من «العيش في الجحيم». يترك مؤسسته بيد تابعه وو هيشين، الذي تهمه الفوائد الربحية أكثر من أي شيء آخر. يبين إنيشي أنه استخدم المؤسسة للحصول على كل ما يحتاجه لتنفيذ الانتقام، وبينما يرتاح إنيشي يرى في نومه أن توموي لم تعد تبتسم له، وفي حال من الجنون يحاول خنق كاورو، ليعاني من بعض حالات الصرع التي تسقطه أرضا وتجعله يتقيأ، تستنتج كاورو أن ذلك نتيجة صدمة نفسية لمشاهدته مقتل أخته، وأن وعيه الباطني لا يسمح له بإيذاء امرأة (وفق نظره) تشبه توموي، وأن هذا ما دفعه لأمر غياين في صنع الدمية الشبيهة.
بعد تعافي كنشين ووصوله جزيرة إنيشي، يتبارز الاثنان ويعتقد إنيشي أن قتل كنشين هو ما سيعيد البسمة إلى توموي، يرد كنشين عليه بأنه لن يموت الآن وأن إنيشي مخطئ لأن توموي لا تفكر بالانتقام. يخسر إنيشي القتال ليعتقل محتفظا بمذكرات توموي، يهرب إنيشي إلى القرية الميتة حيث كان كنشين وقت اكتئابه، وهناك يلتقي بأبيه الذي ساعد على نهوض كنشين، ورغم عدم تعرف إنيشي له ينصحه والده بالراحة حاليا.

## مهارات القتال
أسلوب قتال إنيشي بالسيف هو واتوجوتسو، وهو أسلوب مكون من كنجوتسو وأسلوب صيني يستخدم سيف واتو (سيف ياباني صيني الصنع طوله 30 بوصة، يسميه سايتو تاتشي). يدمج واتوجوتسو بين السرعة وطريقة التلويح بالسيف من كنجوتسو وقوة ومرونة الأسلوب الصيني. تمرن إنيشي بنفسه على استخدام أسلوب واتوجوتسو، الأسلوب يضم مهارات تقاوم تماما مهارات هيتن ميتسوروغي، ولكن بحسب القصة فإن هذا مجرد مصادفة. الأسلوب أيضا يستند على الهجوم والقوة، وبعدم مبالاته بالدفاع فهو لا يحاول أبدا الصد بل الهجوم المعاكس للرد الشديد على الخصم. سرعته ومهارته أثبتت تطابقها لمهارات هيتن ميتسوروغي، بل استطاع صد كوزو ريوسين وعندما حاول كنشين تكرارها منعه إنيشي قبل أن يتمها.

## اقرأ أيضا
- يوكيشيرو توموي، أخته الكبرى
- هيمورا كنشين، زوج توموي